# Коко Стамбук
Крістіан Даніель Стамбук Сандоваль, більш відомий під своїм сценічним псевдонімом Коко (ісп. Cristián Daniel Stambuk Sandoval; нар. 16 березня 1977, Осорно, Чилі) — чилійський співак українського походження, автор пісень і продюсер, відомий як соліст групи Glup! і продюсер артистів: Кудай, Луїс Фонсі, Райк, Деніз Розенталь і Maite Perroni.

## Кар'єра
Коко почав свою кар'єру в 1996 році, будучи солістом і автором пісень чилійської групи Glup! аж до 2002 року. Після розколу з Glup!, Коко взяв участь у саундтреках En la Cama, Cesante і Los Debutantes. Разом з Крістіан Гейне формує успішні поп-групи: Supernova, Amango, CRZ, Kel, Six Pack, Stereo 3, Denise Rosenthal і Guffi. 
В доповнення до контролю за записамим для артистів, Луїс Фонсі й Райк у 2009 році випустив свій перший студійний альбом під назвою Вальенте (Valiente) за цю роботу в 2010 році був номінований на Латинську Греммі за найкращого Нового артиста, але програв Алексу Куба.

### Латинська Премії Греммі
Латинська премії «Греммі» (Latin Grammy Award) — це нагорода, щоб визнати видатні досягнення в музичній індустрії. Коко отримав одну номінацію.